# ʫ
ʫは、以下のラテン文字である。

## 概要
このラテン文字は拡張IPAで有声側面摩擦舌もつれ音を表す。このラテン文字は小文字のみが存在する。

## コンピューター
Unicodeではʫは02ABに収録されている。